# Magni Experience
La Experience e una moto da competizione special realizzata dalla casa italiana Magni. 

## Storia del progetto
Il progetto Experience nasce nel 2011, quando alla Magni decidono di costruire una moto da portare in gara al Bol d'Or Classic di quell'anno, che tra gli eventi collaterali aveva il raduno del "Magni Bayern Club department France".
Alla Magni fu permesso di schierare in gara una moto, nonostante da regolamento potevano correre solo moto antecedenti agli anni ottanta, ma il risultato sarebbe rimasto fuori classifica.
La Experience fu costruita attorno al primo telaio costruito da Magni per il motore Moto Guzzi, su cui fu montato un Guzzi 1100 raffreddato ad aria.
Il forcellone era a parallelogramma, un brevetto Magni che aveva debuttato sulla prima Magni motorizzata Guzzi, la LeMans del 1985.
Lo scarico era artigianale mentre i cerchioni erano in magnesio.
Nel complesso la Experience fu costruita nel rispetto del periodo storico di riferimento. Non fu fatto uso di fibra di carbonio, i freni a disco erano non flottanti e a due pistoncini, mentre la forcella da 40 mm era di impostazione classica (non a steli rovesciati).
Portata in gara al Bol d'Or dal team Guzzi 72, la Experience ottenne un settimo posto finale.